# Stadtarchiv Mellrichstadt
Das Stadtarchiv Mellrichstadt ist das kommunale Archiv der Stadt Mellrichstadt im Regierungsbezirk Unterfranken in Bayern. Es befindet sich im Gebäude des „Treffpunkt“, neben der Stadtbibliothek und Räumlichkeiten für Veranstaltungen.

## Archivbestände

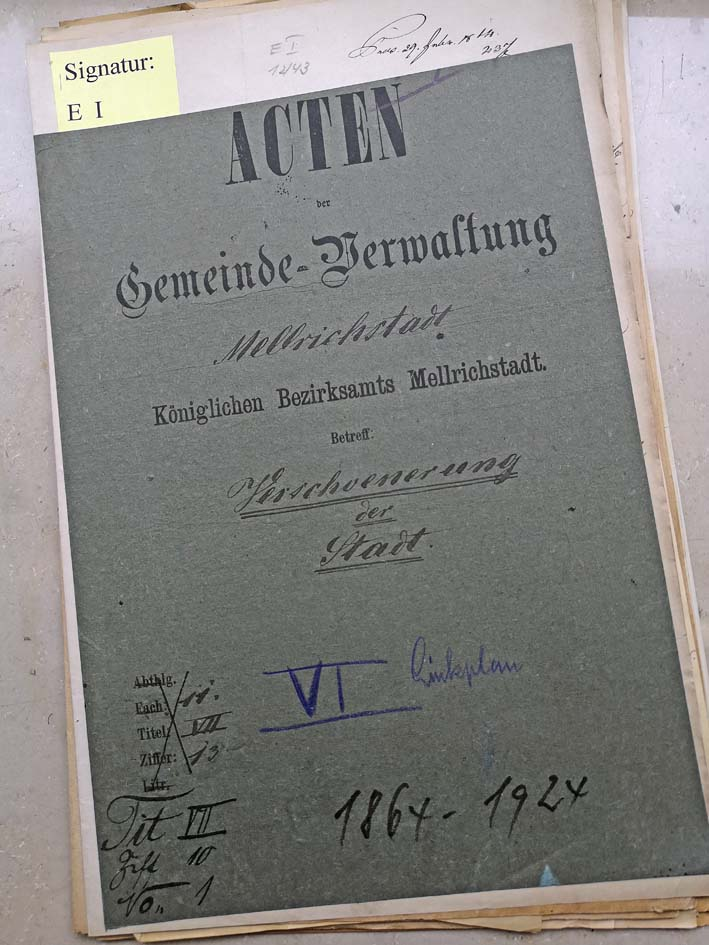
Akten über die Stadtverschönerung um 1900

Das Stadtarchiv Mellrichstadt lagert die historischen Akten der Gemeinde. Daneben gibt es eine Sammlung von Fotografien. Weiterhin gibt es Aktenabgaben der Verwaltung. In Mellrichstadt gibt es noch Archive in den Stadtteilen, die ehrenamtlich betreut werden. Im Oktober 2024 konnte der Bestand des historischen Rhön- und Streubote in das Archiv aufgenommen und dem Publikum zur Verfügung gestellt werden.

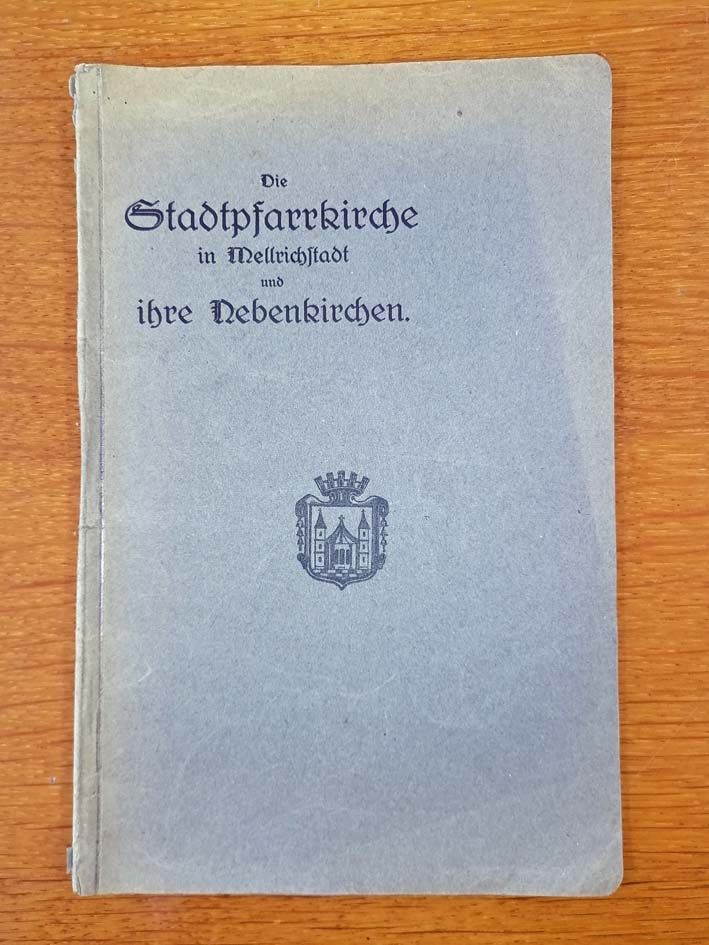
Kirchengeschichte von Gustav Geiling (1927)

## Leitung
- bis 1960er-Jahre: Ludwig Troll (Ratsbeschluss vom 7. November 1947)
- 1960er-Jahre: Max Schweser
- bis 1997: Adolf Hohner
- 1997–2019: Edgar von Schoen
- ab 2019: Thomas Künzl